# خوزه لوئیس دیاز (بازیکن فوتبال، زاده ۱۹۷۴)
خوزه لوئیس دیاز (انگلیسی: José Luis Díaz؛ زادهٔ ۲۸ ژوئیهٔ ۱۹۷۴) بازیکن فوتبال اهل آرژانتین است.
از باشگاه‌هایی که در آن بازی کرده‌است می‌توان به باشگاه فوتبال تیانجین تایگرز و باشگاه ورزشی آئوداکس ایتالیانو اشاره کرد.